# Доминика на Летњим олимпијским играма 2012.
Доминика на Летњим олимпијским играма учествује пети пут. На Олимпијским играма 2012, у Лондону учествовала са двоје представника који су се такмичили у атлетици.
Заставу Доминике на свечаном отварању Олимпијских игара 2012. носио је атлетичар Ерисон Хуртолт.
И после ових игара Доминика је остала у групи земаља које нису освајале ниједну олимпијску медаљу.

## Атлетика
Мушкарци
| Атлетичар Лични рекорд | Дисциплина | Група     | Група     | Полуфинале       | Полуфинале       | Финале           | Финале | Детаљи |
| Атлетичар Лични рекорд | Дисциплина | Резултат  | Место     | Резултат         | Место            | Резултат         | Место  | Детаљи |
| ---------------------- | ---------- | --------- | --------- | ---------------- | ---------------- | ---------------- | ------ | ------ |
| Ерисон Хуртолт 44,45   | 400 м      | 46,05 ЛРС | 5 у гр. 7 | Није се пласирао | Није се пласирао | Није се пласирао | 30 /51 | ,      |

Жене
| Атлетичарка Лични рекорд | Дисциплина | Квалификације | Квалификације | Полуфинале        | Полуфинале        | Финале            | Финале  | Детаљи |
| Атлетичарка Лични рекорд | Дисциплина | Резултат      | Пласман       | Резултат          | Пласман           | Резултат          | Пласман | Детаљи |
| ------------------------ | ---------- | ------------- | ------------- | ----------------- | ----------------- | ----------------- | ------- | ------ |
| Луан Габријел 23,02      | 200 м      | 24,12         | 9 у гр 6      | Није се пласирала | Није се пласирала | Није се пласирала | 47/54   | ,      |